# Symphonie no 2 de Bax
Pour les articles homonymes, voir Symphonie no 2.
La Symphonie no 2 est la deuxième œuvre symphonique du compositeur britannique Arnold Bax, écrite en 1926.

## Contexte
Arnold Bax achève sa deuxième symphonie en 1926, après deux ans de travail. Elle est dédiée à Serge Koussevitzky, qui dirige les deux premières exécution les 13 et 14 décembre 1929 après de longues négociations avec le compositeur. Elle est donc créée par l'Orchestre symphonique de Boston.

## Orchestration
L'œuvre est écrite pour piccolo, trois flûtes, deux hautbois, un cor anglais, trois clarinettes, une clarinette basse, deux bassons, un contrebasson, quatre cors, trois trompettes, deux trombones ténor, un trombone basse, un euphonium, un tuba basse, des percussions comprenant des timbales, une grosse caisse, un tambourin, des cymbales, un xylophone, un glockenspiel, un célesta, un piano, deux harpes, un orgue et les cordes.

## Structure
L'œuvre est en trois mouvements :
1. Molto moderato - Allegro moderato
2. Andante
3. Poco largamente - Allegro feroce - Molto largamente

L'exécution dure environ quarante minutes.

## Analyse

### Premier mouvement
Le premier mouvement se distingue par son orchestration complexe. L'orchestre est inhabituellement grand pour Bax, et l'orgue n'est utilisé que pour les pédales afin d'ajouter un effet sombre. Le matériau thématique de l'ensemble de la symphonie est exposé dans l'introduction molto moderato. Dans une analyse perspicace de la symphonie, Lewis Foreman a attiré l'attention sur les quatre idées entendues dans la section d'introduction molto moderato du premier mouvement, motifs qui reviennent en particulier dans les premier et troisième mouvements. Le premier de ces motifs apparaît, sombre, sur un roulement de grosse caisse, vers le début de l'œuvre. La huitième mesure apporte un deuxième élément sombre, introduit par le cor anglais, la clarinette et le basson. Les cordes graves et les tubas font entendre un motif court mais significatif, immédiatement suivi d'un motif un peu plus long de trois flûtes et de trompettes en sourdine. La tension monte au fur et à mesure que la musique avance vers l'allegro moderato, avec son ouverture emphatique avant le premier sujet connexe, annoncé par les clarinettes. La musique s'accélère au fur et à mesure que le matériau est développé. La section allegro moderato qui suit est un développement plus poussé du matériau d'introduction, et du deuxième sujet, plus lyrique. Le mouvement s'achève sur le thème énoncé pour la première fois par les bois graves au début de la symphonie. Un deuxième sujet apparaît finalement, introduit poco largamente, suivi par la flûte et le violoncelle solo, marqué moderato semplice. Le matériau se développe davantage, les motifs du début émergeant de temps à autre dans des couleurs orchestrales remarquables, suggérant parfois la palette de Richard Strauss dans ses sonorités. La réexposition ramène l'urgence du premier sujet, le second sujet plus lent et plus lyrique et des réminiscences entrelacées des motifs de base qui donnent à l'œuvre son unité.

### Deuxième mouvement
Le deuxième mouvement commence par un ostinato à la harpe et aux flûtes, qui se transforme finalement en une mélodie qui sert de base au développement du mouvement. Une citation du poème symphonique In Memoriam est faite, et des motifs du premier mouvement sont repris.
Les flûtes et la harpe ouvrent le deuxième mouvement, sur lequel les violoncelles et les contrebasses font entendre le troisième motif ascendant de l'introduction du premier mouvement. Une mélodie lyrique est annoncée par les violons et une transition mène à un deuxième thème dans les cordes. Un point culminant dynamique est suivi d'un troisième élément, soutenu par une pédale d'orgue en do. Un violon solo préfigure le retour du premier thème et la section finale feutrée du mouvement en si majeur positif.

### Troisième mouvement
Le dernier mouvement est précédé d'une brève introduction. On y entend le troisième motif menaçant, comme dans le premier thème de l'allegro feroce qui suit. Suit un sinistre passage en forme de marche, stimulé par une utilisation mahlérienne de la trompette, puis un élément plus feutré, légèrement marqué, avec une mélodie pour bassons et violoncelles sur un rythme insistant de violon.  Il y a une citation directe d'une partie de l'introduction du premier mouvement, bientôt suivie par la section finale du mouvement, d'une longueur similaire à celle de l'introduction initiale et qui conclut la symphonie par un murmure, toujours dans les couleurs instrumentales variées qui marquent l'ensemble de l'œuvre.

## Réception
Eugène Goossens dirige la première représentation à Londres avec l'orchestre du Queen's Hall le 20 mai 1930.